# Два с половиной империала — двадцать пять рублей золотом 1908 года
Два с половиной империала — двадцать пять рублей золотом 1908 года — монета из золота, чеканившиеся на Санкт-Петербургском монетном дворе во времена правления Николая II. Является донативной монетой. На аверсе данной монеты изображён правый профильный портрет Николая II, на реверсе — герб Российской империи — двуглавый орёл.

## История
С 1895 по 1898 год была проведена денежная реформа, которая предполагала чеканку монет без сокращения веса в империалах, но их массовое производство не было исполнено. Однако в 1896 году чеканятся два с половиной империала — двадцать пять рублей золотом, относящиеся к разряду донативных монет. Были выпущены по случаю сорокалетия Николая II в количестве 175 экземпляров.

### Описание
Эта монета была выполнена из золота 900 пробы; её диаметр составляет 33,3 мм, а вес равен 32,26 г, чистого золота — 29,03 г. На гурте надпись «ЧИСТАГО ЗОЛОТА 6 ЗОЛОТНИКОВ 77,4 ДОЛИ ★».
На аверсе империала изображён левый профильный портрет Николая II. Круговая надпись: «Б. М.НИКОЛАЙ II ИМПЕРАТОРЪ И САМОДЕРЖЕЦЪ ВСЕРОСС». Зубчатый ободок расположен по краю. На реверсе изображён герб Российской империи начала XX века — императорский орёл в точечном ободке. Круговая надпись: «❀ 2 ½ ИМПЕРІАЛА ❀ 25 РУБЛЕЙ ЗОЛОТОМЪ. 1908 Г». Зубчатый ободок расположен по краю.
Разновидности у двух с половиной империала 1908 года отсутствуют.